# Інтерконектор 1, 2 (газопровід)
Інтерконектор 1, 2 — офшорні газопроводи між Великою Британією та Республікою Ірландія.
Починаючи з кінця 1970-х Ірландія почала використовувати для виробництва електроенергії природний газ із власного родовища Кінсейл Гед. Проте вже на початок 1990-х останнє знаходилось на завершальній стадії розробки, що змусило звернутись до пошуку інших джерел газопостачання. Враховуючи стрімкий розвиток офшорного видобутку у Північному морі, було вирішено спорудити трубопровід для подачі блакитного палива з Великого острова Британії.
Газопровід Інтерконнектор 1 ввели в експлуатацію у 1993 році. Він складається з кількох ділянок:
- 80 км трубопровід діметром 750 мм по території Шотландії від Мофат до Brighouse Bay;
- 205 км підводний трубопровід діаметром 600 мм через Ірландське море від Brighouse Bay до Loughshinny;
- 9 км секція діаметром 750 мм, що з'єднує Loughshinny з газотранспортною мережею Республіки Ірландія.[1]

У 2003 році спорудили другий газопровід між тими самими береговими пунктами у Шотландії ті Ірландії — Інтерконнектор 2. Його потужність складає до 8,4 млрд.м3 на рік, тоді як у першої лінії цей показник 6,2 млрд.м3. Втім, загальний обсяг транспортування обома маршрутами не може перевищувати 8,4 млрд.м3 через характеристики наземної шотландської ділянки. Такими чином, наявність двох газопроводів перш за все забезпечує гарантоване постачання блакитного палива навіть за умови виходу одного із ладу. Крім того, від Інтерконнектор 2 існує відгалуження до англійського острова Мен. Роботу системи забезпечують дві компресорні станці у Шотландії — Beattock та Brighouse Bay.
У 2014 році через інтерконектори до Ірландії було поставлено 4,5 млрд.м3 газу, що покрило 94 % потреб. При цьому можна зазначити, що у 2015 році на газові електростанції припадало 75 % потужності всіх ТЕС Республіки Ірландія. Після введення в розробку ірландського газового родовища Корріб частка імпортного газу впала до 30-40 %. Втім і у цьому випадку очікують на швидке вичерпання запасів, що змусить повернутись до попередніх об'ємів імпорту через Інтерконнектор 1, 2.